# 地中海盆地
在生物地理学上，地中海盆地（也被称为地中海地区或地中海）是指地中海周围的陆地区域，属地中海式气候，冬季温和多雨，夏季炎热干燥，有着颇具特色的地中海型森林、林地和灌木。作为一个经验法则，地中海盆地是旧大陆中长着橄榄树的地方。然而橄榄树也见于世界上其他为地中海气候的地区，同时，地中海周边许多不属于地中海气候的地区并没有橄榄树的存在。

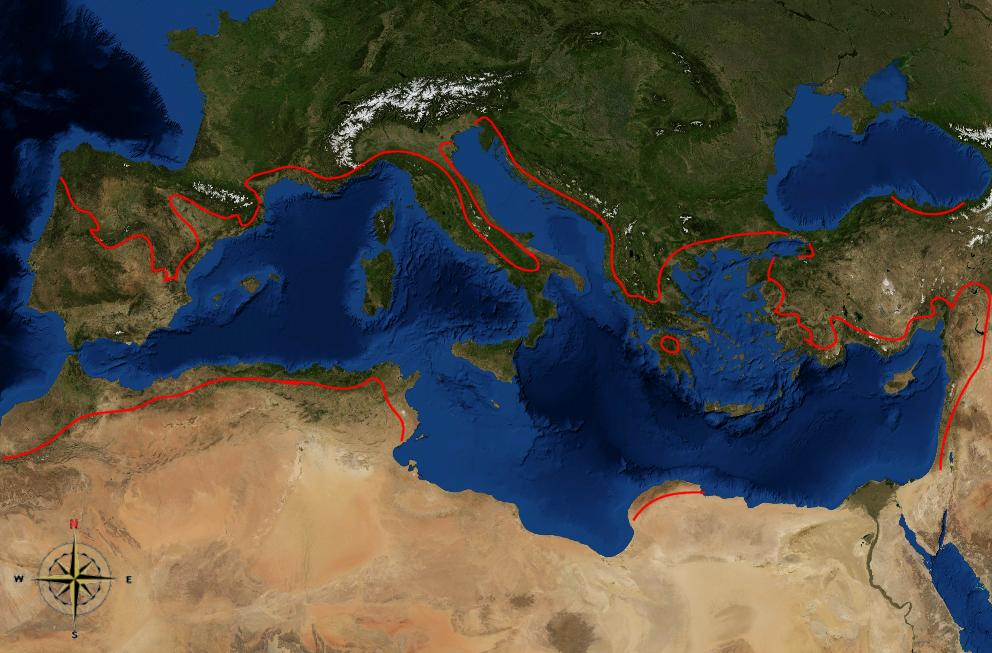
地中海盆地及橄榄树的生长区域

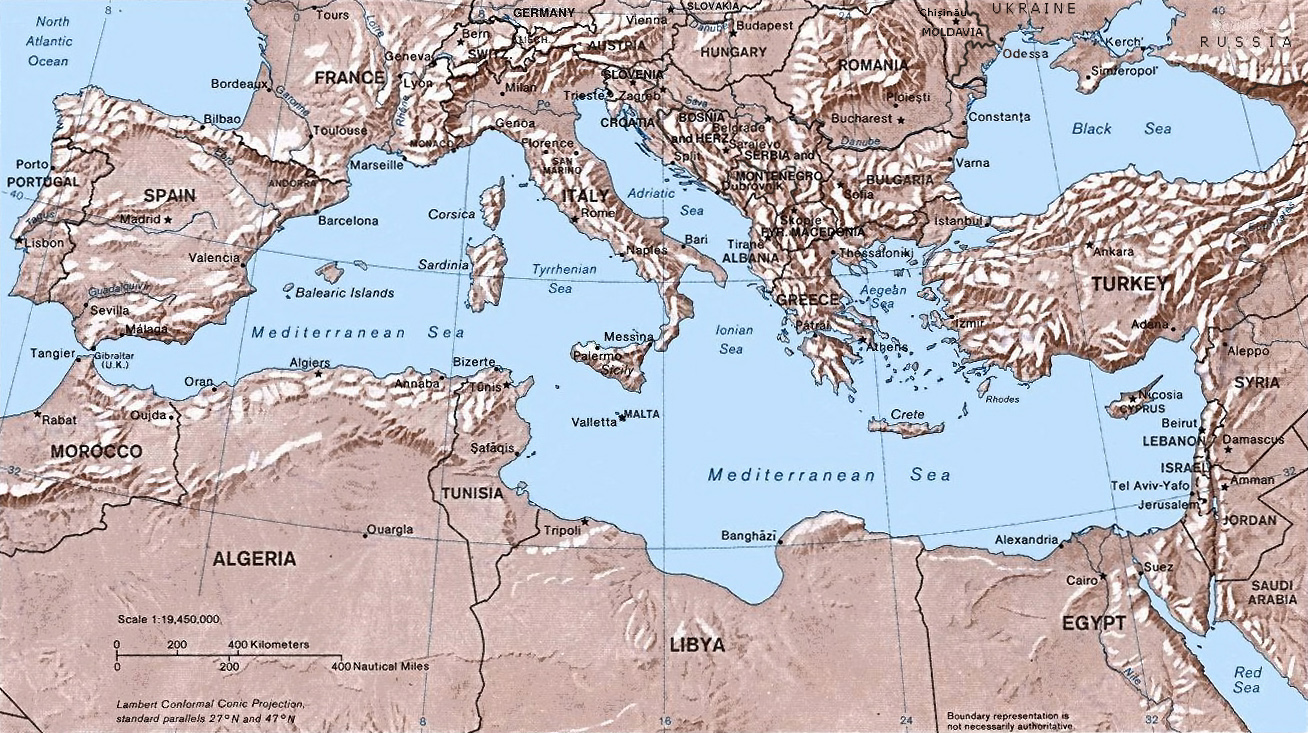
地中海盆地的政区地图

## 地理位置
地中海盆地囊括了欧洲、亚洲和非洲三大洲的交界部分。
欧洲在地中海盆地的北部，南欧的三大半岛：伊比利亚半岛、意大利半岛和巴尔干半岛延伸至地中海气候区。一系列褶皱山脉，其中包括法国和西班牙交界的比利牛斯山，意大利与中欧交界处的阿尔卑斯山，亚得里亚海东部沿岸的狄那里克阿尔卑斯山脉，巴尔干半岛上将地中海气候与中欧、西欧的温带气候分隔开来的巴尔干山脉和罗多彼山脉。
地中海盆地一直延伸到西亚，包括小亚细亚半岛的西部和南部，但土耳其中部属于温带气候的山区除外。它还包括在地中海的东端属于地中海气候的黎凡特地区，止于叙利亚沙漠和內蓋夫沙漠东部及南部。
地处非洲西北的马格里布地区，其北部为地中海气候，被阿特拉斯山脉和横跨北非的撒哈拉沙漠与其他区域分隔开。撒哈拉沙漠延伸到东地中海的南岸，仅利比亚的昔兰尼加半岛的北部边缘属于地中海气候。

## 地质和古气候学
地中海盆地的形成源自远古时期北移的阿拉伯-非洲大陆与稳固的欧亚大陆之间的碰撞。由于非洲-阿拉伯的北移，使得分隔了欧亚大陆与冈瓦那大陆的特提斯洋被封闭。大约同一时期（1亿7000万年前的侏罗纪），在特提斯洋的东端封闭之前，很快形成了一个小的新特提斯洋盆。在渐新世（3400万年前至2300万年前）和中新世（2300万年前至530万年前）期间发生的阿尔卑斯造山运动中，陆地之间的碰撞使得一系列山脉就此崛起，从西班牙的比利牛斯山脉一直延伸到伊朗的扎格罗斯山脉。由于板块碰撞导致的折叠与俯冲，使得新特提斯洋扩大。大约600万年前的晚中新世期间，地中海西端因阿拉伯板块的漂移而封闭，进而导致整个海洋全部蒸发。海水不断干涸并被再度填满以墨西拿盐度危机之名而著称，大西洋的海水将盆地至少重新注满了69次。
中新世的结束末也标志着地中海盆地的气候变化。化石证据表明，中新世的地中海盆地夏季降雨，是相对湿润的亚热带气候，生长着常绿阔叶林。在3200-2800万年前的上新世期间，夏季降水减少，气候向地中海气候转变。亚热带常绿阔叶林带消退，但在大西洋中的马卡罗尼西亚上仍然存在；如今的地中海植被逐渐兴起，以针叶林、硬叶林和灌木为主，体积小，木质硬，叶表面有蜡质，在干燥的夏季可减少水分流失。由于数千年来人类的活动，这些森林和灌木林大部分已经面目全非，曾经树木繁茂的地方现在只有为数不多的区域相对完整。

## 生态系统
德国植物学家奧古斯特·格里瑟巴赫在19世纪后期首先提出“地中海植物区”这一概念。
从植物地理学上来说，地中海植物区包括：地中海盆地及附近的大西洋海岸；北非的地中海森林、干燥林地和草原；安纳托利亚东北部以及俄罗斯阿纳帕、图阿普谢之间的黑海海岸；塞瓦斯托波尔和费奥多西亚之间的克里米亚半岛南岸。该区域属于泛北极植物区 的特提斯植物亚区，处于环北方植物区、伊朗-图兰植物区、撒哈拉-阿拉伯植物区和马卡罗尼西亚植物区之间。
露叶毛毡苔科是当地唯一的植物特有种。
近乎特有的属有紫花荠属、Sesamoides、菜蓟属、紫花海芋属、鼠尾南星属和双芋属。在地中海植被的特有种中广为人知的有地中海白松、石松、地中海柏木、月桂、苏合香树、冬青栎、黎巴嫩橡、胭脂虫栎、野草莓树、希腊草莓树、乳香黃連木、篤耨香、香桃木、夹竹桃、茛艻花和穗花牡荆。此外，许多植物分类单元只与四个相邻植物区系中的一个相同。根据不同版本的亚美因·塔赫塔江的划分法，地中海地区被进一步细分为七到九个区系：西南地中海（或南摩洛哥、西南地中海）、伊比利亚-巴利阿里（或伊比利亚、巴利阿里）、利古里亚-提伦尼亚（也称伊特鲁里亚）、亚得里亚海、东地中海、南地中海和克里米亚-新罗西斯克。
地中海盆地是世界上全球五个地中海型植被地区中最大的一个。这里是很多植物群落的发源地，它们因降水、海拔、纬度和土壤等不同而产生多样性。
- 灌木林生长在最干旱的地区，特别是多风、多盐沫的海岸附近。地中海周围矮小、软叶的灌木丛在加泰罗尼亚语中被称为garrigar，法语中为garrigue（英语：garrigue），希腊语中为 phrygana，在西班牙语中为tomillares，在希伯来语中被称为batha。

- 灌木林是常绿硬叶灌木和小乔木混合的稠密植丛，是地中海周围最常见的植物群落。地中海的灌木丛在加泰罗尼亚语中被称为màquia（英语：maquis shrubland），意大利语中为macchia（英语：macchia），法语中被称为maquis（英语：maquis shrubland），西班牙语中为matorral（英语：matorral）。在一些地方，灌木林是自然形成的植被类型；而在其他地方则是由于森林、林地遭到乱砍滥伐、过度放牧或森林大火导致的植被退化而成。

- 地中海周围的热带草原和草原上长着一年生的禾草。

- 林地以栎树和松树为主，夹杂着其他硬叶、针叶乔木。

- 森林生长在降水最多的地区，和沿河、沿溪的河岸区，这样它们在夏季可以得到充足的水分。森林与林地的区别在于森林有郁闭。地中海的森林多是以栎木和松木为主的常绿乔木，在海拔较高的地方过渡为与温带森林相似的阔叶林和针叶林的混合林地。

- 地中海盆地是22,500种特有的维管植物物种的发源地，有着可观的生物多样性。因其丰富的生物多样性及其受到威胁的状况，被保护国际指定为生物多样性热点地区。总面积为2,085,292平方公里的地中海盆地中只有98,009平方公里尚未受到干扰。

- 地中海盆地的濒危哺乳动物包括地中海僧海豹、巴巴利猕猴和伊比利亚猞猁。

## 生态区域
- 爱琴海和土耳其西部硬叶林及混交林（希腊，土耳其）
- 安那托利亚针叶林和落叶林混交林（土耳其）
- 加那利群岛干燥林地和森林（西班牙）
- 科西嘉岛山地阔叶林和混交林（法国）
- 克里特岛地中海森林（希腊）
- 塞浦路斯地中海森林（塞浦路斯）
- 東地中海針葉-硬葉-闊葉樹混合森林（黎巴嫩，以色列，约旦河西岸，加沙地带，约旦，叙利亚，土耳其）
- 伊比利亚针叶林（葡萄牙，西班牙）
- 伊比利亚硬叶林和半落叶林（葡萄牙，西班牙）
- 伊利里亚落叶林（阿尔巴尼亚，波斯尼亚和黑塞哥维那，克罗地亚，希腊，意大利，斯洛文尼亚）
- 意大利的硬叶林和半落叶林（法国，意大利）
- 地中海金合欢-摩洛哥坚果干燥林地和多汁灌木（摩洛哥，加那利群岛）
- 地中海干燥林地和草原（阿尔及利亚，埃及，利比亚，摩洛哥，突尼斯）
- 地中海林地和森林（阿尔及利亚，摩洛哥，突尼斯）
- 西班牙东北部和法国南部的地中海森林（法国，西班牙）
- 伊比利亚西北的山地森林（葡萄牙，西班牙）
- 品都斯山脉混交林（阿尔巴尼亚，希腊，马其顿）
- 南亚平宁山地混交林（意大利）
- 伊比利亚东南灌木林地（西班牙）
- 南安那托利亚山地针叶林和落叶林（黎巴嫩，以色列，约旦，叙利亚，土耳其）
- 伊比利亚西南地中海硬叶林和混交林（法国，意大利，摩洛哥，葡萄牙，西班牙）
- 第勒尼安海-亚得里亚海硬叶林和混交林（克罗地亚，法国，意大利，马耳他）

## 历史
约自23万年前起，尼安德特人就居住在西亚，以及欧洲无冰川的部分。而现代人类（即克罗马侬人）最早于10万年前从非洲移居到西亚，在约50,000-40,000年前迁移至欧洲。
最近的一个冰河时期——威斯康辛冰期——约在21,000年前达到末次冰盛期，结束于约12,000年前。一个被称为全新世最佳气候的温暖时期紧随其后。
公元前第9千年的地中海东部，随着绵羊和山羊被驯养以及包括小麦、鹰嘴豆和橄榄在内的粮食作物，使农业定居点得以建立。近东的谷物在公元前第7千年传播到欧洲东南部。 从公元前第6至第3千年间，罂粟和燕麦被引入欧洲，农业定居点遍布地中海盆地。巨石文化于公元前4500-1500年在欧洲建成。
9000-7000年前，夏季季风的增强导致撒哈拉降雨量增加，成为有着湖泊、河流和湿地的草原。在一段气候不稳定的时期后，撒哈拉在公元前四千年成为沙漠。

## 农业
小麦是地中海盆地周围的主要粮食作物。豆类和蔬菜也有所种植。特色的乔木作物是橄榄，而无花果和柑橘属，特别是柠檬，生长在灌溉区。葡萄是可用来酿酒的藤蔓作物。水稻和夏季蔬菜种植在灌溉区。

## 扩展阅读
- Attenborough, David 1987. The First Eden: the Mediterranean World and Man. Little Brown and Company, Boston.
- Dallman, Peter F. 1998. Plant Life in the World's Mediterranean Climates. California Native Plant Society, University of California Press, Berkeley, California.
- Suc, J-P. . Nature. 1984, 307 (5950): 429–428. Bibcode:1984Natur.307..429S. doi:10.1038/307429a0.
- Wagner, Horst-Günter, Mittelmeerraum, Geography, History, Economy, Wissenschaftliche Buchgesellschaft, Darmstadt 2011, 230 p., [ISBN 978-3-534-23179-9].